# Ochrosperma lineare
Ochrosperma lineare là một loài thực vật có hoa trong Họ Đào kim nương. Loài này được (C.T.White) Trudgen mô tả khoa học đầu tiên năm 1987.